# مشهدی (پیشوند نام)
مشهدی، پیشوند نامی است که در قدیم به کسانی که به قصد زیارت آرامگاه علی بن موسی‌الرضا، امام هشتم شیعیان به مشهد می‌رفتند گفته می‌شد.
شاه عباس که به آستان امام رضا توجه ویژه داشت دستور داد تا هر کس به زیارت آن‌جا رفته باشد می‌تواند پیشوند «مشهدی» را مانند حاجی و کربلایی بر نام خود بیفزاید و این لقب از آن زمان رواج یافت.
این پیشوند در لهجه‌های مختلف و در بین عوام به صور گوناگونی نظیر مَشتی، مَشَدی، مَشدی، مَش و ... تلفظ می‌شود.
معانی:با خدآ ، بامرام